# Jack Bros.
Jack Bros. (Jack Bros no Meiro de HI HO in Japan) is een videospel uitgebracht voor Nintendo's Virtual Boy in 1995.

## Verhaal
De gebroeders Jack zijn twee mascottes van de Megami Tensei-reeks. Ze komen voor in vele delen van de reeks, vaak als onnozele tegenstanders of bondgenoten. Eén van hen is een sneeuwman genaamd Jack Frost, de andere is een pompoen genaamd Pyro Jack of Jack O'Lantern. In het spel is er nog een derde, de broer Jack the Ripper, die in de Amerikaanse versie Jack Skelton werd genoemd.
In dit Virtual Boy-spel konden de broers de feeënwereld verlaten en rondspoken in de echte wereld. Ze verloren echter de tijd uit het oog en moeten nu hun weg terug vinden naar de feeënwereld tegen middernacht, anders worden ze voor eeuwig verbannen.

## Ontvangst
| Beoordeeld door       | Datum            | Score |
| --------------------- | ---------------- | ----- |
| GameFan Magazine      | december 1995    | 89%   |
| Defunct Games         | 26 februari 2005 | 81%   |
| Nintendo Life         | 14 juli 2009     | 80%   |
| Random Access         | 2005             | 80%   |
| Game Zero             | 1996             | 76%   |
| The Video Game Critic | 4 december 2008  | 25%   |